# 통합국민주의
통합국민주의(프랑스어: nationalisme intégral)는 19세기 프랑스에서 나타난 국민주의의 한 형태다. 부활국민주의와 서로 대립했다.
부활국민주의는 자유주의 국가를 수립하는 것을 목적으로 하는 것(예: 이탈리아의 통일 및 그리스, 독일, 폴란드, 일본 등에서 19세기에 나타난 국민주의, 그리고 미국의 국민주의 같은 시민국민주의)에 반해 통합국민주의는 독립이 쟁취되어 국가가 성립된 이후에 유의미해지기 시작한다. 통합국민주의의 성질로는 반개인주의, 국가주의, 극단주의, 공격적 팽창주의 등이 있다. 통합국민사회는 전체주의 사회이며 정부 또는 국가가 사회의 모든 면을 통제한다.
통합국민주의는 주로 식민지를 비롯하여 주권 상실을 경험한 국가들에서 발생하는 경향이 있다. 독립투쟁 과정에서 강력한 군사적 기풍이 자리잡게 되고, 독립을 쟁취한 국가의 안보와 생존을 도모하기 위해서는 강한 군사력을 확보해야 한다는 믿음으로 이어진다. 

## 같이 보기
- 샤를 모라스
- 쇼비니즘